# Callum Voisin
Callum Voisin (Genebra, 6 de março de 2006), é um automobilista britânico-suíço que atualmente compete no Campeonato de Fórmula 3 da FIA pela equipe Rodin Motorsport. Ele conquistou o título do Campeonato GB3 em 2023.

## Carreira

### Campeonato GB3
Em 2022, Voisin avançou para o Campeonato GB3 com a equipe Carlin, fazendo parceria com Javier Sagrera e Roberto Faria.
Voisin permaneceu com a renomeada equipe Rodin Carlin para o Campeonato GB3 de 2023. Voisin conquistou o título do Campeonato de Pilotos à frente de Alex Dunne na última corrida da temporada.
Voisin retornou ao Campeonato GB3 de 2024 para uma rodada única no final da temporada em Brands Hatch com a Rodin Motorsport.

### Fórmula 3
Após vencer o campeonato GB3, Voisin foi promovido ao Campeonato de Fórmula 3 da FIA para a disputa da temporada de 2024, permanecendo na equipe Rodin Carlin, agora renomeada como Rodin Motorsport.
Voisin continuou sua parceria com a Rodin Motorsport para a disputa da Fórmula 3 de 2025.